# Schwaighausen (Dentlein am Forst)

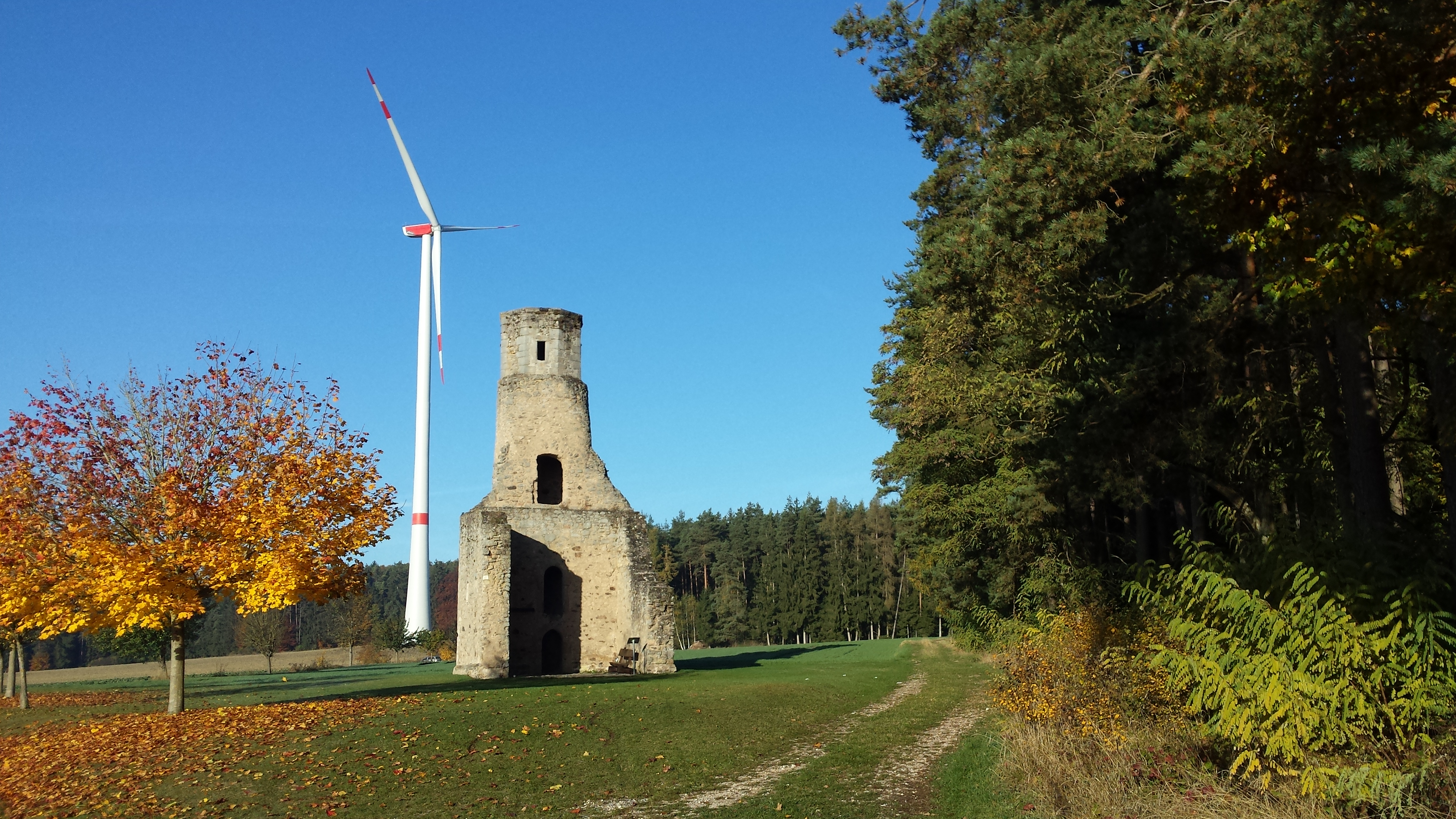
Die Zirkelkappl im Oktober 2016

Schwaighausen ist ein Gemeindeteil des Marktes Dentlein am Forst im Landkreis Ansbach (Mittelfranken, Bayern). Schwaighausen liegt in der Gemarkung Dentlein am Forst.

## Geografie
Das Dorf liegt am Leitenbach, der weiter südlich den Walkweiher und die Neumühleweiher speist und als linker Zufluss in die Sulzach mündet, und am Kaltengrundgraben, der den Leitenweiher speist und im Ort als linker Zufluss in den Leitenbach mündet. Der Ort liegt in einer Waldlichtung: Im Süden liegt das Angerholz, im Südwesten das Dornholz, im Westen das Stockholz, im Nordwesten der Hintere Forst und im Osten die Saulach. Eine Gemeindeverbindungsstraße führt die Kreisstraße AN 53 kreuzend nach Wehlmäusel (2,6 km westlich).

## Geschichte
Schwaighausen lag im Fraischbezirk des ansbachischen Oberamtes Feuchtwangen. 1732 bestand der Ort aus 7 Anwesen mit 11 Mannschaften und 1 Gemeindehirtenhaus und die ruinöse Kapelle Heilig Kreuz oder Zirkelkappel. Grundherren waren das Stiftsverwalteramt Feuchtwangen (1 Halbhof mit doppelter Mannschaft, 3 Güter) und die Reichsstadt Dinkelsbühl (2 Höfe mit doppelter Mannschaft, 1 Halbhof mit doppelter Mannschaft). Gegen Ende des 18. Jahrhunderts gab im Ort 8 Anwesen, von denen 5 dem Stiftsverwalteramt Feuchtwangen unterstanden.
Daurenweiler

Der Ort Daurenweiler ging in Schwaighausen (anscheinend in "bayerischer Zeit") auf. Der Weiler gehörte grundherrschaftlich zur Reichsstadt Dinkelsbühl, die hier eine eigene Forstei unterhielt.

Das heutige Schwaighausen (zu Feuchtwangen) und Daurenweiler (zu Dinkelsbühl) teilte sich in zwei grundherrschaftliche Teile:
Stiftsverwalteramt Feuchtwangen: 1 Halbhof mit doppelter Mannschaft, 3 Güter
Reichsstadt Dinkelsbühl: 2 Höfe mit doppelter Mannschaft, 1 Halbhof mit doppelter Mannschaft, 1 Hirtenhaus, nahebei die ruinöse Kapelle Heilig Kreuz oder Zirkelkappel. Mit dem Ende der Reichsstadtzeit Dinkesbühls scheint die Ortsbezeichnung in/mit Schwaighausen aufgegangen zu sein, da der Ortsname nicht mehr geführt wird.
Mit dem Gemeindeedikt (frühes 19. Jahrhundert) wurde Schwaighausen dem Steuerdistrikt und der Ruralgemeinde Dentlein zugeordnet.

### Bau- und Bodendenkmal
- Kapellenfeld: Kapellenruine, sog. Zirkelkappel, Reste einer Kapelle mit rundem Westturm, Bruchsteinmauerwerk, wohl 15. Jahrhundert. Zugleich Mittelalterliche und frühneuzeitliche Befunde.[12]

### Einwohnerentwicklung
| Jahr      | 001818 | 001840 | 001861 | 001871 | 001885 | 001900 | 001925 | 001950 | 001961 | 001970 | 001987 | 002003 | 002017 |
| Einwohner | 83     | 110    | 130    | 113    | 114    | 99     | 114    | 138    | 113    | 105    | 112    | 110    | 103    |
| Häuser    | 15     | 15     |        |        | 24     | 23     | 22     | 22     | 22     |        | 26     |        |        |
| Quelle    | [ 14 ] | [ 15 ] | [ 16 ] | [ 17 ] | [ 18 ] | [ 19 ] | [ 20 ] | [ 21 ] | [ 22 ] | [ 23 ] | [ 24 ] | [ 25 ] | [ 1 ]  |

## Religion
Der Ort ist seit der Reformation evangelisch-lutherisch geprägt und bis heute nach St. Ursula (Dentlein am Forst) gepfarrt. Die Einwohner römisch-katholischer Konfession waren ursprünglich nach St. Peter und Paul (Halsbach) gepfarrt, seit der zweiten Hälfte des 19. Jahrhunderts ist die Pfarrkuratie St. Raphael (Großohrenbronn) zuständig.